# Zadní Hutisko
Zadní Hutisko je přírodní památka zhruba čtyři kilometry severovýchodně od obce Vernířovice v okrese Šumperk. Rozlohou drobné chráněné území se nalézá v údolí říčky Merty na jižním úpatí hory Homole (1210 m) v pohoří Hrubý Jeseník. Oblast spravuje AOPK ČR Správa CHKO Jeseníky. Důvodem ochrany je druhé největší krupníkové těleso v Česku.